# Resursa Obywatelska w Dąbrowie Górniczej
Resursa Obywatelska – budynek wzniesiony w 1895 roku na miejscu dawnego szybu wodnego kopalni Reden.
Resursa posiadała salę balową wraz ze sceną. Była wykorzystywana przez amatorski ruch aktorski. W budynku dochodziło do spotkań kulturalnych, m.in. z Marią Konopnicką i Elizą Orzeszkową. Przez krótki okres znajdowało się w nim gimnazjum.
Obecnie (2010) budynek jest nadal wykorzystywany. Znajdował się w nim m.in. pub Graffiti oraz oddział banku BPH.

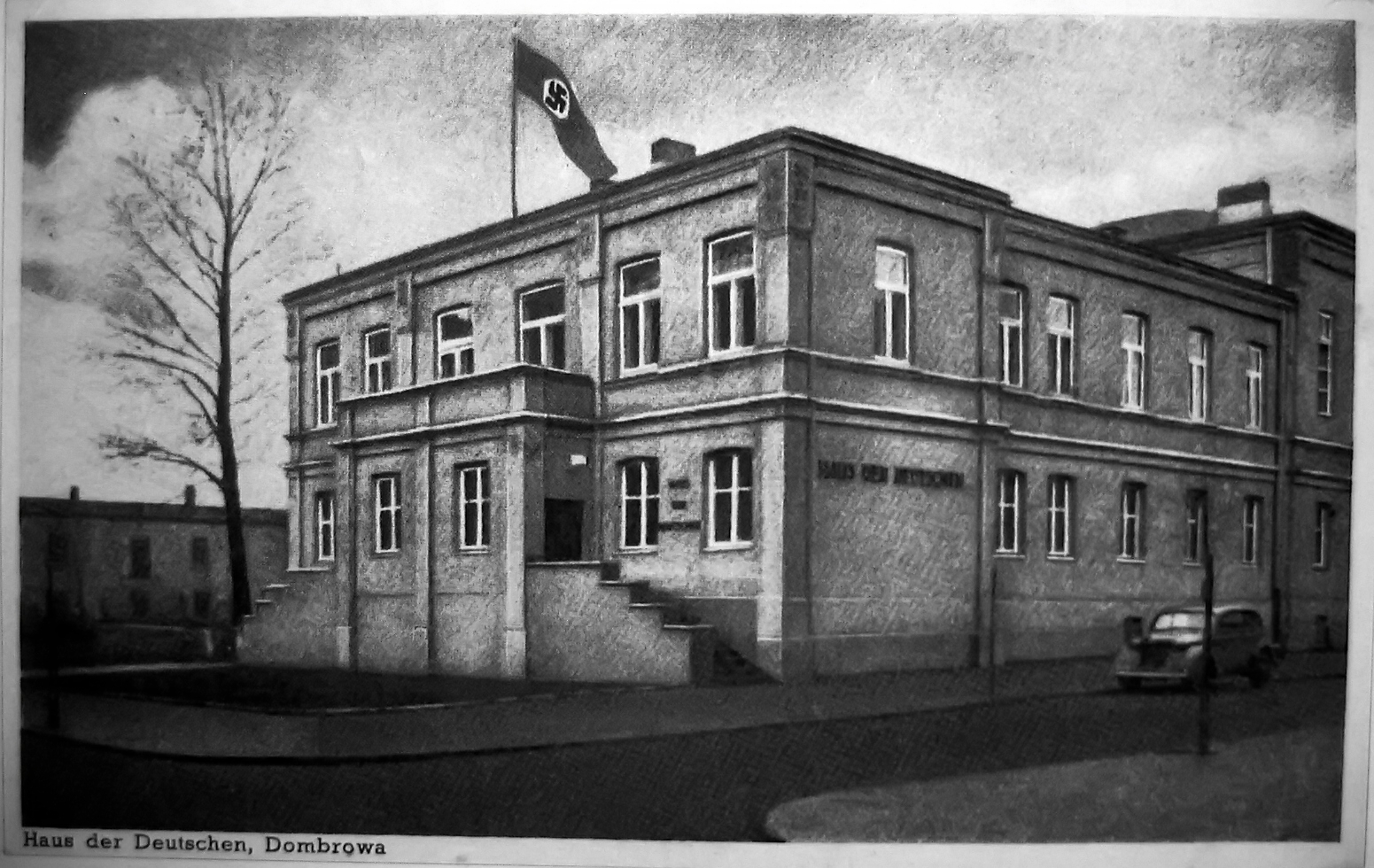
Resursa w Dąbrowie Górniczej w okresie II wojny światowej.